# Qualificazioni al campionato europeo maschile di calcio 1976 - Gruppo 6

## Classifica
| Pos | Squadra          | Pti | G | V | N | P | GF | GS | DR |
| --- | ---------------- | --- | - | - | - | - | -- | -- | -- |
| 1   | Unione Sovietica | 8   | 6 | 4 | 0 | 2 | 10 | 6  | +4 |
| 2   | Irlanda          | 7   | 6 | 3 | 1 | 2 | 11 | 5  | +6 |
| 3   | Turchia          | 6   | 6 | 2 | 2 | 2 | 5  | 10 | -5 |
| 4   | Svizzera         | 3   | 6 | 1 | 1 | 4 | 5  | 10 | -5 |

## Risultati
| Data             | Luogo   | Squadra 1        | Risultato | Squadra 2        |
| ---------------- | ------- | ---------------- | --------- | ---------------- |
| 30 ottobre 1974  | Dublino | Irlanda          | 3 - 0     | Unione Sovietica |
| 20 novembre 1974 | Smirne  | Turchia          | 1 - 1     | Irlanda          |
| 1º dicembre 1974 | Smirne  | Turchia          | 2 - 1     | Svizzera         |
| 2 aprile 1975    | Kiev    | Unione Sovietica | 3 - 0     | Turchia          |
| 30 aprile 1975   | Zurigo  | Svizzera         | 1 - 1     | Turchia          |
| 10 maggio 1975   | Dublino | Irlanda          | 2 - 1     | Svizzera         |
| 18 maggio 1975   | Kiev    | Unione Sovietica | 2 - 1     | Irlanda          |
| 21 maggio 1975   | Berna   | Svizzera         | 1 - 0     | Irlanda          |
| 12 ottobre 1975  | Zurigo  | Svizzera         | 0 - 1     | Unione Sovietica |
| 29 ottobre 1975  | Dublino | Irlanda          | 4 - 0     | Turchia          |
| 12 novembre 1975 | Kiev    | Unione Sovietica | 4 - 1     | Svizzera         |
| 23 novembre 1975 | Smirne  | Turchia          | 1 - 0     | Unione Sovietica |